# Jean-Christophe Victor

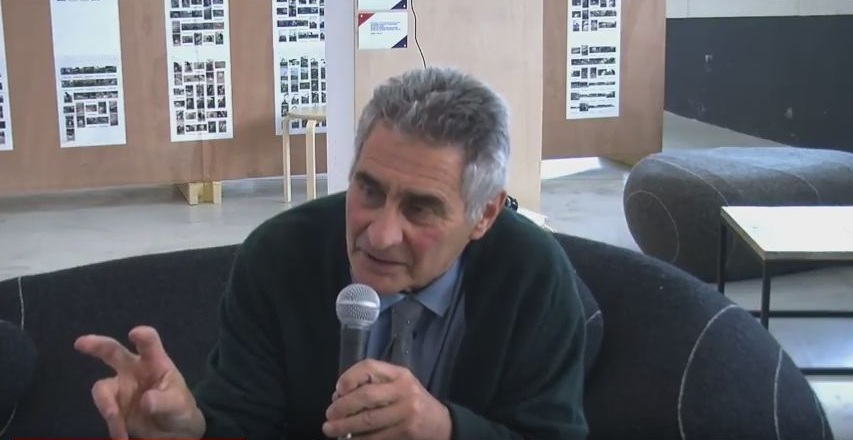
Jean-Christophe Victor, 2013

Jean-Christophe Victor (* 30. Mai 1947 in Neuilly-sur-Seine; † 28. Dezember 2016 in Saint-Jean-de-Fos) war ein französischer Politikwissenschaftler und Fernsehmoderator.
Jean-Christophe Victor war der Sohn des französischen Ethnologen und Polarforschers Paul-Émile Victor und der TV-Producerin Éliane Decrais. Er wurde aufgrund einer vorgelegten Dissertation über Anthropologie vom Institut national des langues et civilisations orientales (INALCO) zum Doktor promoviert. Darüber hinaus studierte er Politikwissenschaften. Er arbeitete für das französische Außenministerium im Analyse- und Prognosezentrum.
1992 gründete er zusammen mit seiner Ehefrau Virginie Raisson das Lépac (Laboratoire d’études politiques et cartographiques) und eine Firma zur Erstellung von geostrategischen Studien. Seit 1990 moderierte er, zuerst für den Sender La Sept und dann auch für ARTE die Sendung „Mit offenen Karten“.
Er starb in der Nacht vom 27. auf den 28. Dezember 2016 in der Nähe von Montpellier im Alter von 69 Jahren an einem Herzinfarkt. Er hinterließ vier Kinder.

## Bibliografie
- 1985: Armes: France Troisième Grand, éditions Autrement, Paris
- 1992: Planète Antarctique (Paul-Émile Victor), Laffont, Paris
- 1993: L’enjeu afghan ou La cité des murmures, Editions Lattès, Paris
- 2005: (Virginie Raisson und Frank Tétart) Le dessous des cartes – Atlas géopolitique, Editions Tallandier
- 2007: (Virginie Raisson und Frank Tétart) Le dessous des cartes – Atlas d’un monde qui change, Editions Tallandier
- 2007: (Paul-Émile Victor), Adieu l’Antarctique, Laffont, Paris